# 회령수용소 대학살
회령수용소 대학살 사건은 2012년에서 2013년 사이에 회령수용소에서 일어난 대학살 사건을 말한다.